# Cleonymia albicans
Cleonymia albicans är en fjärilsart som beskrevs av Otto Staudinger 1901. Cleonymia albicans ingår i släktet Cleonymia och familjen nattflyn. Inga underarter finns listade i Catalogue of Life.